# Chantier naval ADDSCO de Mobile
Le chantier naval ADDSCO, ou Alabama Dry Dock & Shipbuilding Company, est un important centre de construction navale, situé à Mobile, en Alabama (États-Unis). Mis en service en 1917, ce chantier connut une importante activité pendant et au lendemain de la Seconde Guerre mondiale.

## Histoire du chantier
Fondé en 1917, le chantier naval de la société Alabama Dry Dock & Shipbuilding Company à Mobile fut d'abord essentiellement un chantier de réparation navale employant un millier d'ouvriers à la fin des années 1930.
À partir de 1941, il se développa grâce à une aide de 19 millions de dollars fournie par la United States Maritime Commission et put construire à un rythme accéléré des Liberty-ships et des pétroliers de type T2 pendant la Seconde Guerre mondiale :
19 en 1942 (Liberty ships)
26 en 1943 (pétroliers T2)
44 en 1944 (pétroliers T2)
34 en 1945 (pétroliers T2).
ADDSCO répara également 2 800 navires pendant la guerre.
Le chantier ADDSCO employa jusqu'à 40 000 travailleurs pendant la Seconde Guerre mondiale, dont environ trente pour cent d'Afro-Américains. C'était alors le principal employeur de tout le sud de l'Alabama. Comme dans toutes les usines du Sud, la ségrégation raciale était la règle. En 1943, la direction d'ADDSCO, qui était soumise à des pressions de l'Association pour l'avancement des gens de couleur et d'un organisme fédéral, le Fair Employment Practices Committee, tenta brièvement de mettre en place une équipe de nuit intégrée de soudeurs noirs et blancs. Cela correspondait en fait à la promotion de 12 ouvriers noirs. La réaction des ouvriers blancs fut violente, tournant à l'émeute, et l'expérience fut interrompue. En revanche, le chantier offrait des rémunérations inespérées pour les femmes qui y travaillaient comme soudeuses et pouvaient espérer gagner jusqu'à 3 600 dollars par an contre à peine 800 pour les professeurs débutants.
Après la guerre, ADDSCO retourna à son ancienne activité de réparation navale, ne construisant qu'occasionnellement des navires. En 1948, 25 000 personnes travaillaient sur le chantier de Mobile, dont 20 pour cent d'Afro-Américains. L'effectif était d'environ 2 000 ouvriers dans les années 1970.

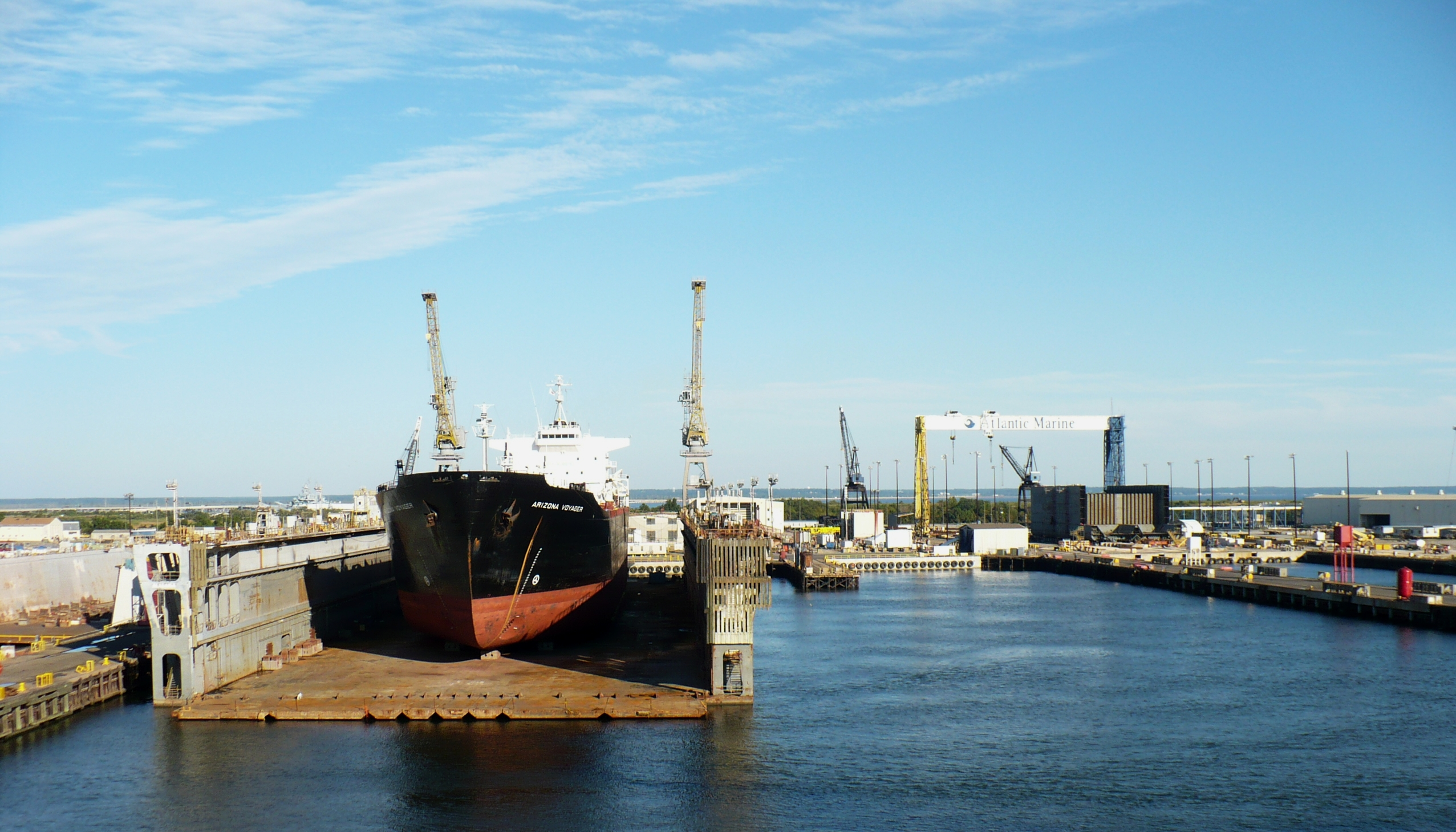
Chantier Atlantic Marine en 2008

Depuis 1989, le chantier naval ADDSCO est détenu par Atlantic Marine Holdings Company, qui l'a scindé en deux entités :
- Alabama Shipyard Inc., pour la construction navale ;
- Atlantic Marine-Mobile, pour la réparation.

Ensemble les deux chantiers couvrent une superficie totale de 250 hectares sur la rive orientale de la Mobile River. Marine Atlantic, qui possède deux cales sèches flottantes, est spécialisé dans la réparation de navires de commerce pour le marché international. Alabama Shipyard construit des navires spécialisés de haute mer.

## Sources
- Bruce Nelson, « Organized Labor and the Struggle for Black Equality in Mobile during World War II », The Journal of American History, Vol. 80, n° 3, décembre 1993, pp. 952–988.
- (en) Atlantic Marine sur GlobalSecurity